# Огненная Земля (остров)
О́гненная Земля́, также Исла-Гранде (исп. Isla Grande de Tierra del Fuego — «Большой остров Огненной Земли») — остров между Атлантическим и Тихим океанами у южной оконечности Южной Америки, от которой его отделяет Магелланов пролив. Крупнейший остров одноименного архипелага.

## География
В 1881 году остров был разделён между Аргентиной и Чили, которые ранее заявляли претензии на всю его территорию. Его западная часть, площадью 29 485 км² (61,43 % острова) с населением 8,5 тыс. человек (2017 год), административно относится к Чили (область Магальянес-и-ла-Антарктика-Чилена). Восточная часть, принадлежащая Аргентине (провинция Огненная Земля, Антарктида и острова Южной Атлантики), имеет площадь 18 507 км² (38,57 % острова) с населением 164,5 тыс. человек (2018 год).
Площадь острова составляет 47 992 км² — таким образом, он занимает 29-е место по площади среди островов в мире и примерно две трети площади архипелага. Два главных города острова, Ушуая и Рио-Гранде, находятся в аргентинской части острова, а его самая высокая вершина, гора Дарвин (высотой 2488 м) — в Чили. Также на острове есть города Толуин (аргентинская часть) и Порвенир (чилийская часть).

## История
Древнейшие человеческие поселения возникли на острове более 10 тыс. лет назад. Представители племени морских охотников и собирателей яганов (ямана) были, по-видимому, его древнейшими обитателями; археологические памятники, предположительно связанные с ними, обнаружены на ряде островов Огненной Земли. Позже сюда пришли охотники селькнамы (она), родственные патагонским племенам теуэльче. Народ селькнамов был почти полностью истреблён в результате целенаправленной кампании геноцида, осуществлённого европейскими поселенцами в конце XIX века.